# Wilhelm Borchers
Wilhelm Borchers, född 6 oktober 1856 i Goslar, död där 6 januari 1925, var en tysk metallurg och elektrokemist.
Borchers studerade vid universiteten i Greifswald, Erlangen och München, var 1879-91 anställd vid kemiska fabriker i Tyskland och USA samt övergick därefter till lärarverksamhet, först vid bergsskolan i Duisburg, sedan vid tekniska högskolan i Aachen, där han 1899 blev professor i metallurgi. Han utvecklade denna högskolas bergsvetenskapliga och elektrometallurgiska avdelning så att den blev en av de bäst utrustade.
Borchers gjorde sig känd genom rön och konstruktioner inom elektrometallurgin (bland annat elektriska ugnar för metallframställning), men framförallt genom sitt grundläggande, kritiska och omfattande arbete Elektrometallurgie (1891, tredje upplagan 1902-03). Andra kända verk var Die elektrischen Oefen (1897, fjärde upplagan 1923), Hüttenwesen (1908, andra upplagan 1921), samt Die Metallhüttenbetriebe (fyra band, 1915-24).